# 倉橋耕平
倉橋 耕平（くらはし こうへい、1982年 - ）は、社会学・メディア文化論、ジェンダー論を専攻する日本の社会学者、創価大学文学部准教授。
単著に『歴史修正主義とサブカルチャー』、共著に『歪む社会 歴史修正主義の台頭と虚妄の愛国に抗う』『教養としての歴史問題』『ネット右翼とは何か』などがある。

## 経歴
愛知県生まれ。2000年に愛知県立豊丘高等学校を卒業して近畿大学に進み、2004年に近畿大学文芸学部文化学科を卒業して、さらに2006年に近畿大学大学院文芸学研究科国際文化専攻修士課程を修了した。その後、関西大学へ移り、2011年に関西大学大学院社会学研究科マス・コミュニケーション学専攻博士後期課程を修了し、「NHK番組改変問題はなぜ起こったのか：事件の構造と現代における政治哲学的困難」により、博士（社会学）を取得した。
2009年以降、関西各地の大学で非常勤講師として教鞭を執った後、2021年に創価大学文学部准教授となった。
2018年に刊行した著書『歴史修正主義とサブカルチャー：90年代保守言説のメディア文化』は、2019年の紀伊國屋じんぶん大賞において第2位となった。

## おもな著書

### 単著
- 『歴史修正主義とサブカルチャー：90年代保守言説のメディア文化』青弓社、2018年

### 共著
- 『現代フェミニズムのエシックス』（担当範囲「第8章 NHK番組改編（改変）問題と二つの『暴力』のコラボレーション：象徴天皇制の構造的暴力と政治的敵対性の除去」）大越愛子, 井桁碧:編著、青弓社、2010年
- 『歪む社会：歴史修正主義の台頭と虚妄の愛国に抗う』安田浩一との共著、論創社、2019年
- 『ネット右翼とは何か』樋口直人, 永吉希久子, 松谷満, ファビアン・シェーファー, 山口智美との共著、青弓社、2019年
- 『ロスジェネのすべて：格差、貧困、「戦争論」』雨宮処凛, 貴戸理恵, 木下光生, 松本哉との共著、あけび書房、2020年
- 『教養としての歴史問題』前川一郎, 呉座勇一, 辻田真佐憲との共著、東洋経済新報社、2020年
- 『〈日韓連帯〉の政治社会学』（担当範囲「第4章 『平和の少女像』を展示する実践〈日韓連帯〉の親密圏から公共圏を成立させる」）玄武岩, 金敬黙, 松井理恵:編著、青土社、2023年
- 『グローバルな物語の時代と歴史表象：「PACHINKO パチンコ」が紡ぐ植民地主義の記憶』（担当範囲「第9章 なぜ日本では『パチンコ』がはやらなかったのか」）玄武岩, 金敬黙, 李美淑, 松井理恵:編著、青弓社、2024年

### 共編著
- 『ジェンダーとセクシュアリティ：現代社会に育つまなざし』大越愛子との共編著、昭和堂、2013年

### 翻訳
- 『反日：東アジアにおける感情の政治』レオ・チン:著、人文書院、2021年

### 寄稿
- 『対抗言論 反ヘイトのための交差路 1号：ヘイトの時代に対抗する』（「〈われわれ〉のハザードマップを更新する：誰が「誰がネットで排外主義者になるのか」と問うのか」）法政大学出版局、2019年
- 『現代思想』2021年5月号（「歴史修正主義の中の陰謀論」）、青土社
- 『中央公論』2022年9月号（「〔対談〕国内外の潮流を考える 歴史修正主義と現代社会 武井彩佳 倉橋耕平」）、中央公論新社
- 『世界』2023年8月号（「官製歴史修正主義」）、岩波書店
- 『世界』2025年7月号（「排外主義を動かす政治：クルド人差別とヘイトの本質」）、岩波書店

ほか

## 出演

### ラジオ
- 『Session-22』「特集 杉田水脈議員問題をきっかけに考える。平成に起きた『右派論壇』の地殻変動とは？」TBSラジオ、2018年7月26日[10]